# Gödöllő
Gödöllő ([ɡødølløː], en slovaque : Jedľovo, en allemand : Getterle) est une ville du comitat de Pest, en Hongrie. Elle est située à une trentaine de kilomètres au nord-est de Budapest et fait partie de son agglomération. Sa population s'élevait à 32 907 habitants en 2008. Gödöllő est célèbre pour son château baroque.

## Géographie
Gödöllő est située à environ 30 kilomètres au nord-est de Budapest, et a une superficie de 61,98 km2.
Gödöllő est bordée au sud par la ville d'Isaszeg, à l'est à travers une forêt par le village de Domony, à l'ouest à travers une autre forêt par la ville de Kerepes et au nord par Szada.

## Subdivisions administratives
Les quartiers de Gödöllő sont:
1. Centre-ville
2. Antalhegy
3. Blaha
4. Csanak
5. Haraszt
6. Kertváros
7. Királytelep
8. Máriabesnyő
9. Alvég
10. Fenyves
11. Nagyfenyves
12. Egyetem (Université), Fácános
13. Incső
14. Marikatelep

## Le château
Le château royal de Gödöllő, (en hongrois : Gödöllöi Királyi Kastély) est le plus grand château baroque de Hongrie. Il a une superficie de 1700m² et son parc couvre 28ha.7 salles s'étendent perpendiculairement à l'arrière du château. Construit au XVIIIe siècle par la famille Grassalkovitch, il fut ensuite offert par le peuple hongrois à la famille royale François-Joseph et la reine Elisabeth, cette dernière y venant souvent en villégiature. D'une facture classique, le château est composé de deux ailes parallèles séparées par une salle de réception au premier étage dans laquelle furent joués des concerts et d'un hall donnant sur le jardin au rez-de-chaussée.
Le château a été occupé par l'Armée rouge au sortir de la Seconde Guerre mondiale et a subi des dommages, notamment dans ses ailes. Il a été notamment transformé en maison de retraite. Sa remise en état à des fins touristiques a été entreprise dans le courant des années 1990.
La ville a gardé un aspect typique des villages hongrois avec ses rues larges et ses clochers en bois.

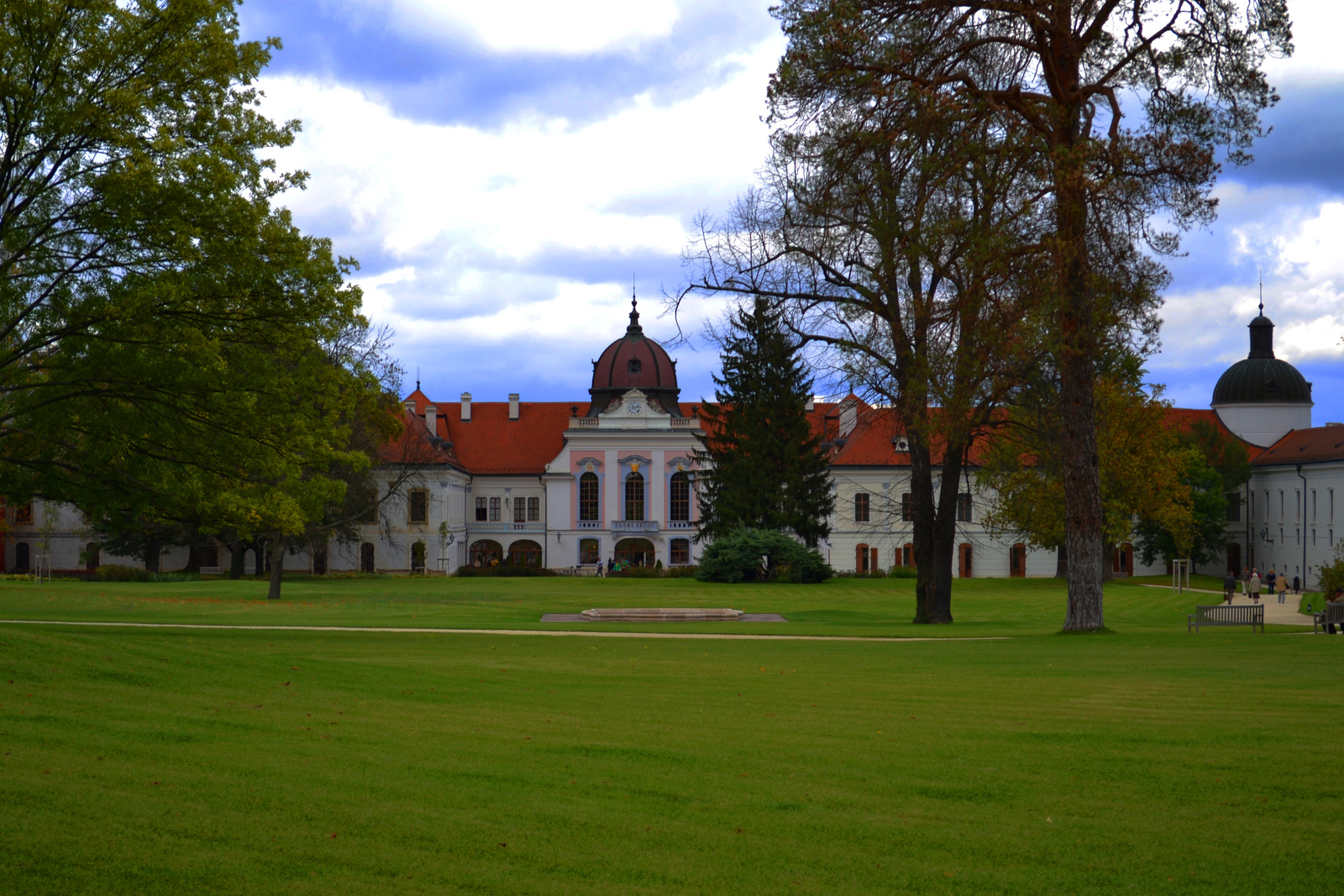
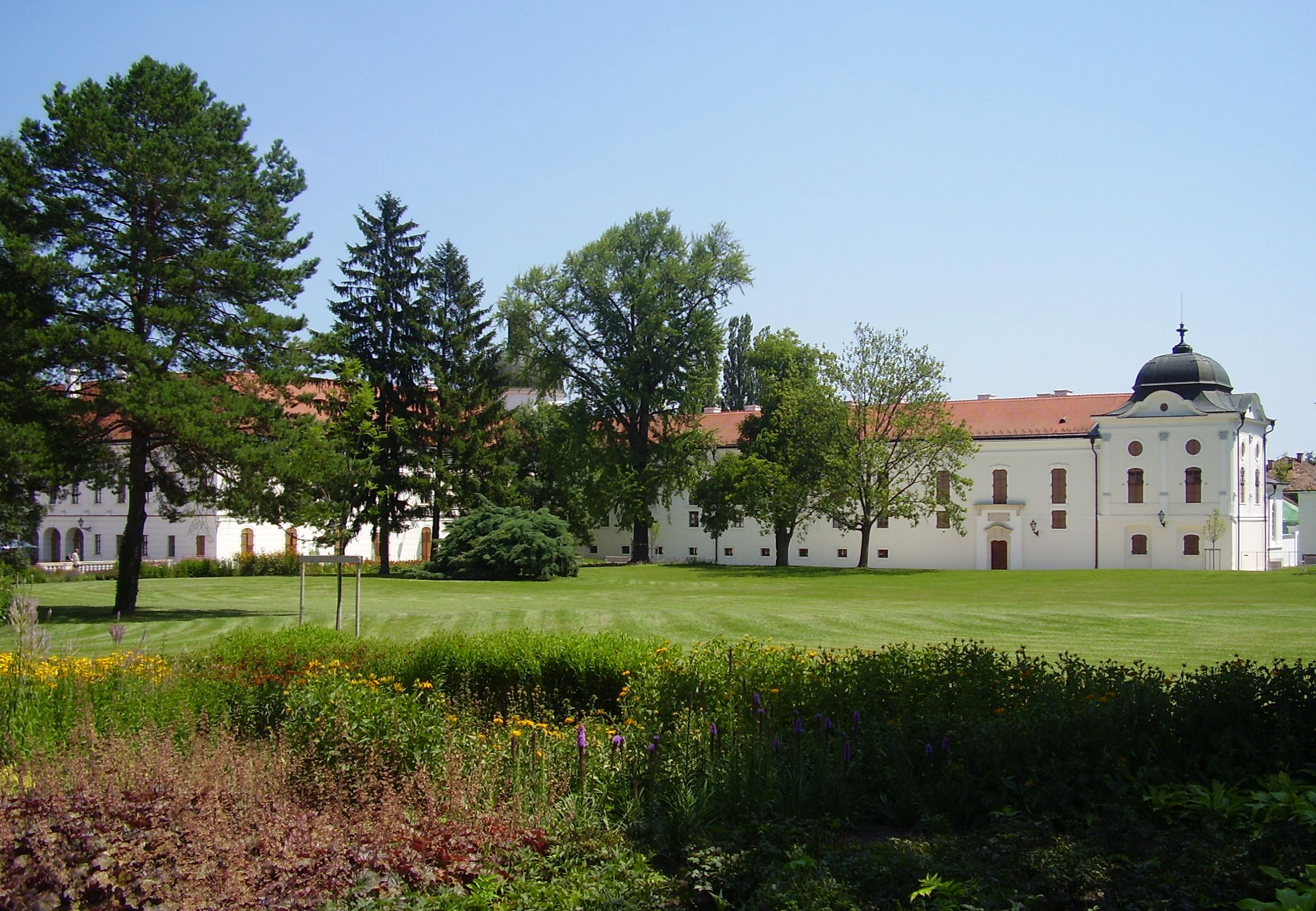
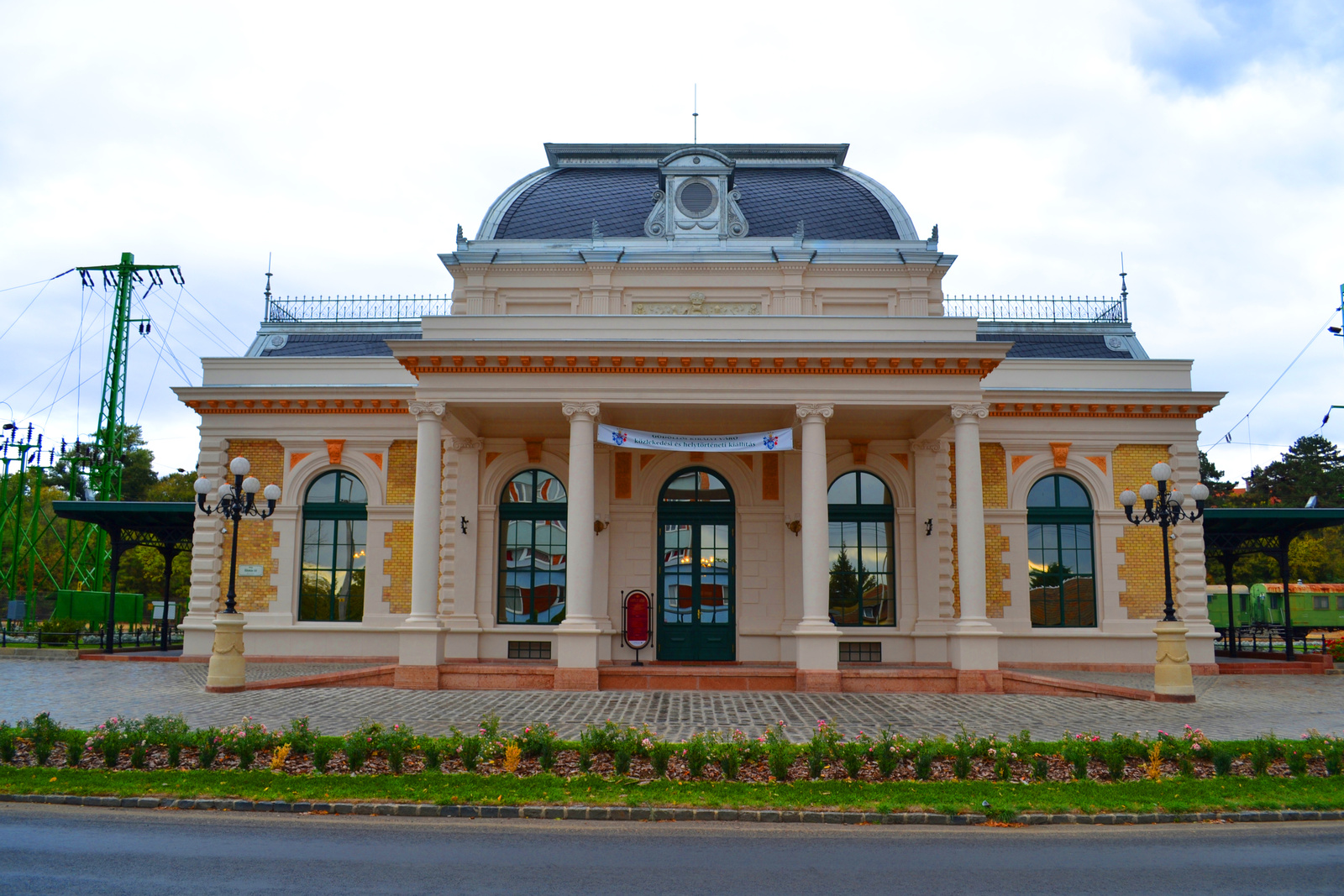
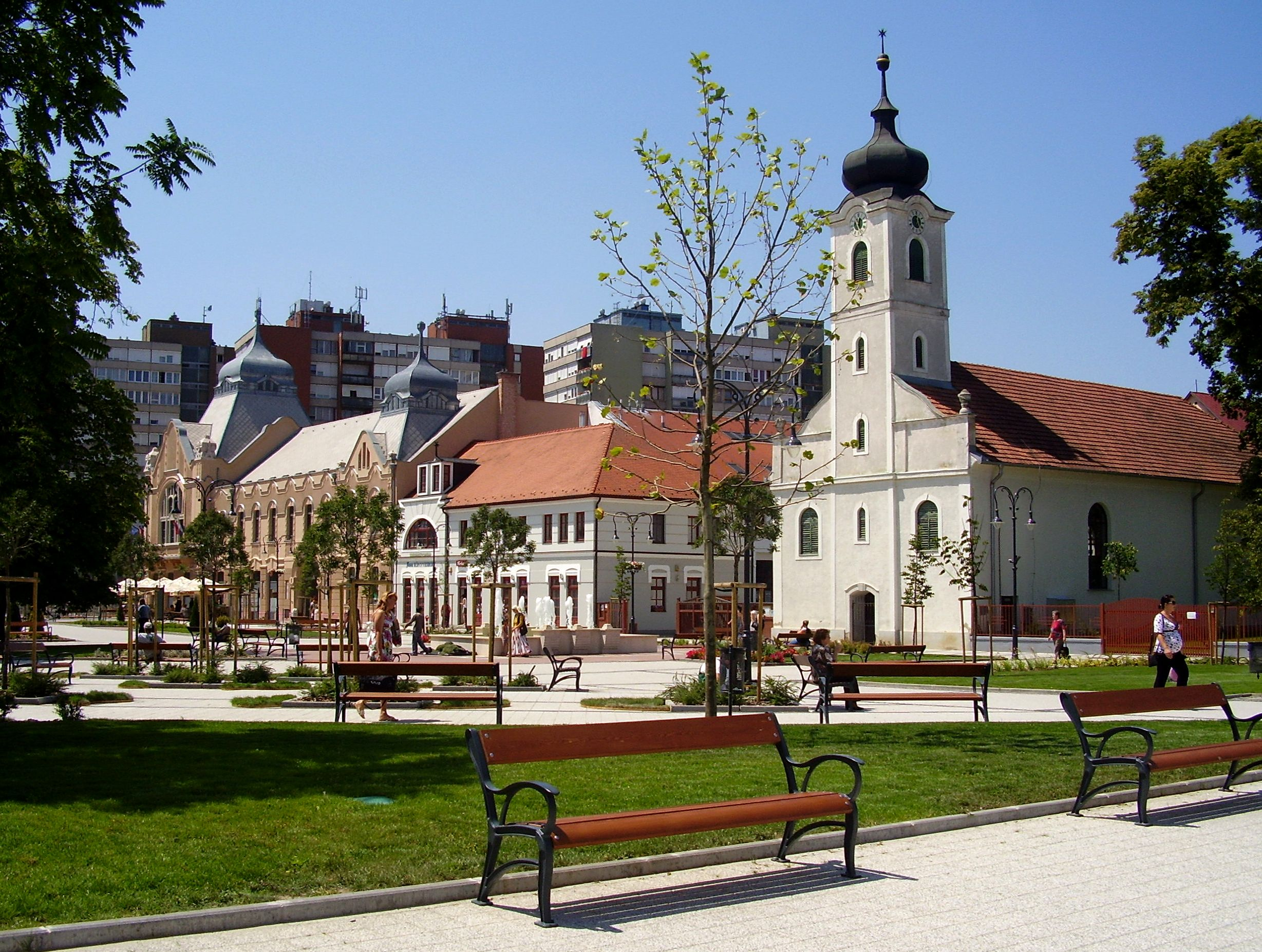

## Population
| 1870  | 1880  | 1890  | 1900  | 1910  | 1920   |
| ----- | ----- | ----- | ----- | ----- | ------ |
| 3 661 | 3 940 | 4 844 | 5 893 | 7 569 | 10 262 |

| 1930   | 1941   | 1949   | 1960   | 1970   | 1980   |
| ------ | ------ | ------ | ------ | ------ | ------ |
| 11 056 | 11 825 | 12 216 | 17 693 | 21 929 | 28 096 |

| 1990   | 2001   | 2011   | 2013   | 2014   | 2021   |
| ------ | ------ | ------ | ------ | ------ | ------ |
| 28 195 | 31 105 | 32 522 | 32 792 | 32 588 | 31 779 |

| 2022   | 2023   | 2024   | - | - | - |
| ------ | ------ | ------ | - | - | - |
| 32 625 | 32 688 | 32 524 | - | - | - |

## Transports
Gödöllő est un carrefour routier car la route principale 3 et l'autoroute M3 traversent la ville, et l'autoroute M31 les relie au tronçon Est du périphérique autoroute M0.
De plus, des routes secondaires relient la ville à Vác, Pécel et Jászberény.

## Jumelages
La ville de Gödöllő est jumelée avec :
| Ville | Ville                            | Pays | Pays        | Période     |
| ----- | -------------------------------- | ---- | ----------- | ----------- |
|       | Aichach                          |      | Allemagne   | depuis 2006 |
|       | Bad Ischl                        |      | Autriche    | depuis 2012 |
|       | Beit Aryeh-Ofarim                |      | Cisjordanie | depuis 2015 |
|       | Berehove                         |      | Ukraine     | depuis 1991 |
|       | Bogor                            |      | Indonésie   | depuis 2009 |
|       | Brandýs nad Labem-Stará Boleslav |      | Tchéquie    | depuis 2009 |
|       | Dunajská Streda                  |      | Slovaquie   | depuis 1994 |
|       | Forssa                           |      | Finlande    | depuis 1990 |
|       | Gießen                           |      | Allemagne   | depuis 1988 |
|       | Laxenbourg                       |      | Autriche    | depuis 1997 |
|       | Miercurea-Ciuc                   |      | Roumanie    | depuis 1990 |
|       | Senta                            |      | Serbie      | depuis 1994 |
|       | Turnhout                         |      | Belgique    | depuis 1999 |
|       | Valdemoro                        |      | Espagne     | depuis 2008 |
|       | Wageningue                       |      | Pays-Bas    | depuis 1992 |
|       | Zhangzhou                        |      | Chine       | depuis 2013 |
|       | Żywiec                           |      | Pologne     | depuis 2002 |